# Episodi de I Jefferson (undicesima stagione)
L'undicesima ed ultima stagione della serie televisiva I Jefferson è stata trasmessa dal 14 ottobre 1984 al 25 giugno 1985 sul canale CBS.
| nº | Titolo originale                           | Titolo italiano                 | Prima TV USA     | Prima TV Italia |
| -- | ------------------------------------------ | ------------------------------- | ---------------- | --------------- |
| 1  | Blood and Money                            | Sangue e dollari                | 14 ottobre 1984  | 2001            |
| 2  | Ebony and Ivory                            | Il saggio di pianoforte         | 21 ottobre 1984  |                 |
| 3  | Bobbles, Bangles and Booboos               | Scherzi, pasticci e guazzabugli | 28 ottobre 1984  |                 |
| 4  | A House Divided                            | Una casa divisa                 | 4 novembre 1984  |                 |
| 5  | Some Enchanted Evening                     | Una serata magica               | 18 novembre 1984 |                 |
| 6  | The Gift                                   | Il regalo                       | 25 novembre 1984 |                 |
| 7  | They Don't Make Preachers Like Him Anymore | Preti come lui non ne fanno più | 16 dicembre 1984 |                 |
| 8  | Try a Little Tenderness                    | Ci vuole indulgenza             | 23 dicembre 1984 |                 |
| 9  | You'll Never Get Rich                      | Non diventerai mai ricca        | 8 gennaio 1985   |                 |
| 10 | The Unnatural                              | La palla mancata                | 15 gennaio 1985  |                 |
| 11 | Chairman of the Bored                      | Il re dei noiosi                | 22 gennaio 1985  |                 |
| 12 | Sayonara: Part 1                           | Sayonara. 1ª parte              | 29 gennaio 1985  |                 |
| 13 | Sayonara: Part 2                           | Sayonara. 2ª parte              | 5 febbraio 1985  |                 |
| 14 | Last Dance                                 | L'ultimo ballo                  | 19 febbraio 1985 |                 |
| 15 | The Gang's All Here                        | La gang è qui al completo       | 5 marzo 1985     |                 |
| 16 | Hail to the Chief                          | Salute al nuovo capo            | 12 marzo 1985    |                 |
| 17 | A Secret in the Back Room                  | Un segreto nel retrobottega     | 19 marzo 1985    |                 |
| 18 | That Blasted Cunningham                    | Quell'accidenti di Cunningham   | 2 aprile 1985    |                 |
| 19 | State of Mind                              | Stato mentale                   | 23 aprile 1985   |                 |
| 20 | And Up We Go                               | Ragazzi, si parte!              | 30 aprile 1985   |                 |
| 21 | The Truth Hurts                            | La verità fa male               | 4 giugno 1985    |                 |
| 22 | The Odd Couple                             | La strana coppia                | 11 giugno 1985   |                 |
| 23 | Off-Off-Off-Off Broadway                   | Off-Off-Off-Broadway            | 25 giugno 1985   |                 |
| 24 | Red Robins                                 | Tutti i nodi vengono al pettine | 2 luglio 1985    |                 |

## Sayonara (prima e seconda parte)
I Jefferson e i Willis scoprono un scioccante segreto: Lionel e Jenny si vogliono separare.